# 刘家坪乡 (普格县)
刘家坪乡，是中华人民共和国四川省凉山彝族自治州普格县曾经下辖的一个乡。2021年1月12日，撤销刘家坪乡，原刘家坪乡刘家坪村、新建村、长河扁村、二胡村1至2组所属行政区域为花山镇的行政区域；原刘家坪乡二胡村3至6组所属行政区域为日都迪萨镇的行政区域。

## 行政区划
刘家坪乡撤销前下辖以下地区：
长河扁村、新建村、刘家坪村和二胡村。